# Augusto Eduardo Nunes
Augusto Eduardo Nunes (Portalegre, 31 de maio de 1849 — 11 de julho de 1920) foi um bispo católico português.

## Biografia
Entrou no colégio de Campolide com o desejo de ser sacerdote. Mais tarde ingressou no Seminário Patriarcal de Santarém e aí fez a formação sacerdotal revelando-se um aluno brilhante. Distingue-se de tal forma que foi escolhido para se ir formar em Teologia, na Faculdade de Teologia da Universidade de Coimbra, onde mais tarde chegou a leccionar, escrevendo o primeiro compêndio de Teologia Dogmática, que não teve beneplácito régio pelo facto de ser fiel à doutrina da Santa Sé.
Em 13 de Novembro de 1884 foi nomeado arcebispo coadjutor de Évora (como titular de Perge). Alguns anos mais tarde, em 1890, por morte de D.José Pereira Bilhano, ascendeu a Arcebispo Metropolitano de Évora, cargo que exerceu até à sua morte, Julho de 1920. A seguir à revolução republicana de 1910 juntou-se aos restantes Bispos de Portugal, no protesto que fizeram na sequência da promulgação da Lei da Separação do Estado das Igrejas, em 1911. Na sua arquidiocese suportou alguns momentos difíceis durante os primeiros anos após a implantação da República, chegando mesmo a ter que fixar residência em Elvas, por ter sido exilado da sede arquidiocesana. Após o seu regresso a Évora teve de iniciar a reconstrução da diocese, visto ter sido expropriado o Paço Arquiepiscopal (atual Museu Regional de Évora), praticamente encerrado o Seminário Maior e encontrando-se muitas das paróquias desprovidas de pároco.
Colaborou na revista Lusitânia  (1914).